# Загански хребет
Зага̀нският хребет (на руски: Заганский хребет) е планински хребет в Забайкалието, разположен в южната част на Република Бурятия и частично в западната част на Забайкалски край, Русия. Простира се от запад-югозапад на изток-североизток на 130 km покрай десния бряг на река Хилок, десен приток на Селенга. На юг и запад се спуска до долината на река Хилок, на север – до долината на десния ѝ приток Тугнуй, а на изток, в района на град Петровск Забайкалски се свързва с хребета Цаган-Хуртей. Максимална височина 1369 m (50°51′27″ с. ш. 107°45′36″ и. д. / 50.8575° с. ш. 107.76° и. д.), разположена в южната му част на около 10 km северозападно от село Шибертуй. Изграден е от гранити, гранодиорити, граносиенити и кристалинни шисти. Вододелът му е широк, полегатовълнист. От него водят началото си множество къси и бурни реки десни притоци на Хилок (Обор, алташа и др.) и леви притоци на Тугнуй (Сухара и др.). Южните му склонове са обрасли с борови гори, а северните – с лиственична тайга.

## Топографска карта
- Топографска карта М-48-Б, М 1:500 000[2]